# Летающий корабль
«Летающий корабль» — советский цветной полнометражный художественный фильм-сказка, снятый режиссёрами Михаилом Юферовым и Артуром Войтецким на киностудии имени Александра Довженко.
Премьера фильма состоялась 13 ноября 1960 года. 
Фильм снят по мотивам украинской народной сказки про богатыря Катигорошка.

## Сюжет
В краю приднепровском жил богатырь Катигорошек. Была у него сестричка Алёнка, но случилось несчастье — украл её страшный Змей и унёс в своё подземное царство. Решил Катигорошек освободить сестру и отправился на летающем корабле в дальний путь…

## В ролях
- Игорь Ершов — Катигорошек
- Лариса Гордейчик — сестра Катигорошка
- Ада Роговцева — Лебёдушка
- Роберт Клявин — Змей
- Владимир Дальский — Ох, слуга Змея
- Павел Шпрингфельд — Ясат, брат Змея
- Людмила Татьянчук — Юрза, сестра Змея
- Валентина Калиновская — Мурза, сестра Змея
- Зинаида Юрченко — мать Катигорошка
- Дмитрий Гнатюк — Кобзарь
- Сергей Сибель — Скороход
- Мария Капнист — волшебница (не указана в титрах)
- Валентин Грудинин — Вернигора

## Создатели картины
- Режиссёры — Михаил Юферов и Артур Войтецкий
- Сценарист — Анатолий Шиян
- Оператор — Лев Штифанов
- Композитор — Борис Лятошинский
- Директор фильма — Алексей Ярмольский

## Производство
Цветной фильм, снят на только что освоенной киностудией имени Довженко технологии с использованием американской плёнки Истмен-колор компании Eastman Kodak. Все сцены фильма сняты в павильонах.

## Восприятие
Фильм получил в целом положительную критику в газете «Советская культура».